# البحث تحت الماء والاستعادة

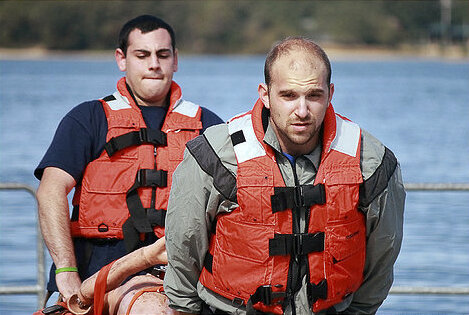
أعضاء فريق السلامة العامة للغوص يحضرون مصابًا

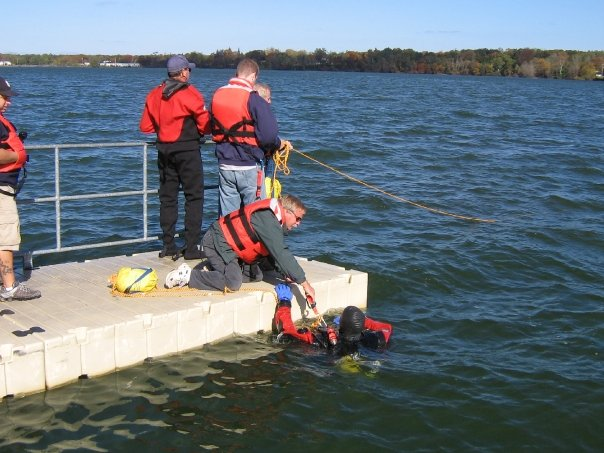
التحكم في عملية بحث تحت الماء من على الرصيف

البحث تحت الماء والاستعادة هي عملية تحديد واستعادة الأشياء من تحت الماء بواسطة غواصين.
تتم معظم عمليات البحث والاستعادة بواسطة غواصين محترفين كجزء من العمليات التجارية للإنقاذ البحر] أو العمليات العسكرية أو خدمات الطوارئ أو أنشطة إنفاذ القانون.
تعد الجوانب الثانوية من البحث والاستعادة ضمن نطاق الغوص الترفيهي.

## البحث المحترف واستعادة الأشياء
يشمل نطاق البحث المحترف واستعادة الأشياء التطبيقات التالية:
- علم الآثار البحرية - البحث عن القطع الأثرية ذات الأهمية التاريخية وحيثما يمكن إخضاع عملية استعادة تلك القطع للدراسة.
- الإنقاذ البحري - البحث عن المواد القيمة المفقودة واستعادتها
- حماية البيئة - البحث عن المواد غير المرغوب فيها بيئيًا والتخلص منها
- الطب الشرعي - البحث عن المواد المتعلقة بتحقيقات الشرطة واستعادتها
- الطوارئ - البحث عن ضحايا الحوادث والكوارث وإخراجهم
- العسكرية - البحث والاستعادة المتعلقة بالعمليات والمواد العسكرية
- العلمية - البحث عن الأشياء التي لها أهمية علمية واستعادة الأجهزة والعينات

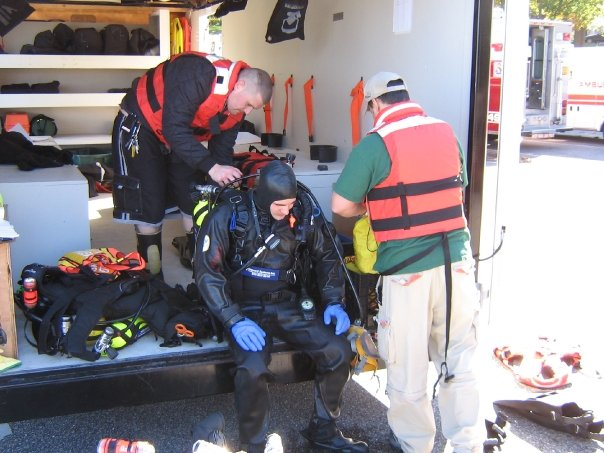
تجهيز غواص السلامة العامة للنزول في المياه
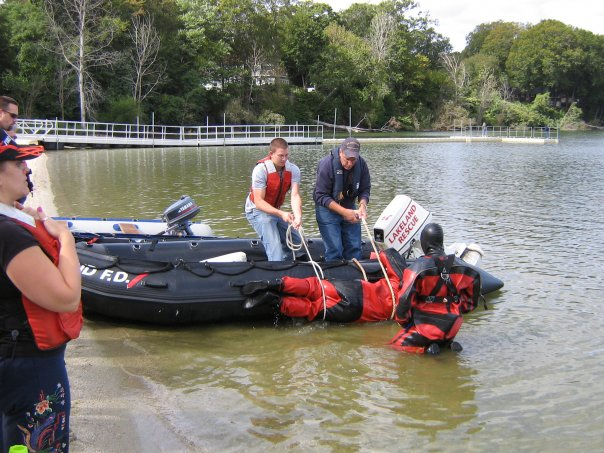
رفع أحد الضحايا على القارب

## البحث الترفيهي واستعادة الأشياء
كثيرًا ما تجري عمليات البحث والاستعادة كجزء من الغوص الترفيهي، وقد خصصت معظم منظمات تدريب الغواصين دورات تدريبية حول هذا الموضوع. تُعد عملية البحث والاستعادة دورة غوص متخصصة أكثر خطورة.
اعتادت عمليات البحث والاستعادة تشكيل عنصر إلزامي للدورة التدريبية المتقدمة لـتدريب غواص في المياه المفتوحة في العديد من هيئات تدريب الغواصين في أمريكا الشمالية  والتي ساعدت في تعليم الطلاب كيفية التعامل مع مشقة المهمة بالإضافة إلى تعلم مهارات البحث والاستعادة الأساسية.
بالرغم من أن النطاق والقيمة والمعدات المستخدمة في البحث التجاري والترفيهي واستعادة الأشياء تختلف بشكل كبير، إلا أن الفكرة الأساسية تظل نفسها في كل حالة.

## البحث

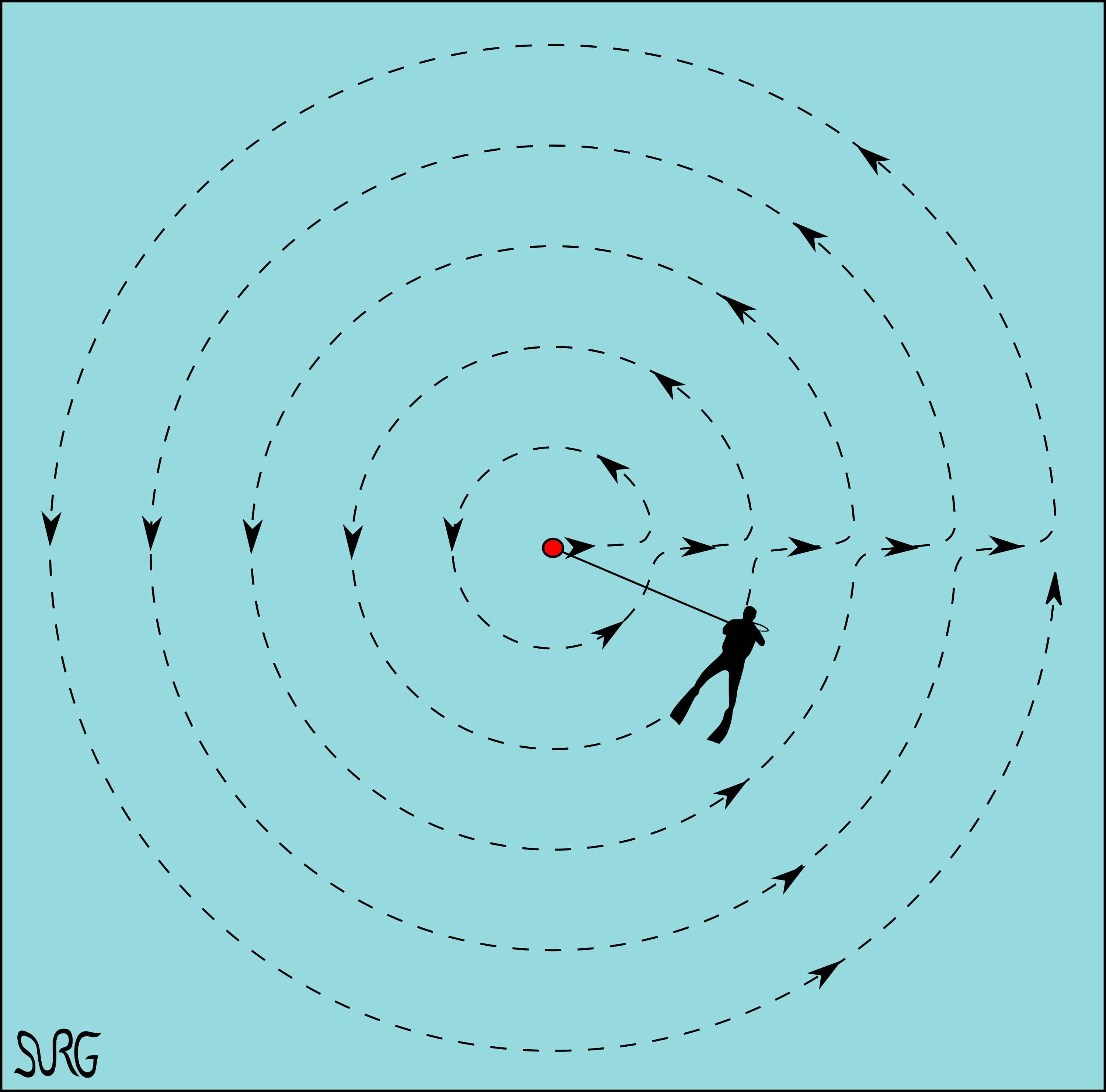
نموذج البحث الدائري بمعيار متنوع بشكل كبير

إن عمليات البحث تحت الماء، مثل الكثير من عمليات البحث فوق الماء، تم تصميمها بأنماط بحث معينة تقريبًا. الأشكال الأكثر شيوعًا لنماذج البحث تحت الماء هي:
- البحث الدائري
- البحث باستخدام عملية جاكستاي
- البحث باستخدام طريقة توسيع المربع
- البحث على شكل حرف (U)

عادة ما يتم تنفيذ أشكال البحث في أزواج أو فرق تحت الماء، ولكن يمكن أيضًا إجراؤها باستخدام شخص ربما يكون غطاس على سطح الماء، وهو شخص على متن قارب سحب أو شخص يجلس على الشاطئ.
في عمليات البحث البسيطة، عادة ما يتم إجراء أشكال البحث بواسطة غواصين يبحثون بصريًا عن الشيء المراد إيجاده ببساطة. أما في عمليات البحث الأكثر تطورًا، يمكن استخدام مقياس المغناطيسية تحت الماء أو السونار المحمول باليد.

### الأنواع
عادة ما ينقسم تدريب الغواصين إلى فئتين، محددة وغير محددة.
إن البحث المحدد هو محاولة لتحديد موقع شيء معروف في منطقة معروفة يُعتقد أنه فُقد فيها حتى إذا كانت الفترة الزمنية غير محددة وينتهي البحث عند العثور على موقع الشيء المفقود. والمثال التقليدي على ذلك هو عندما يكون هناك شيء مفقود في البحر وقع من على متن قارب ويحتاجون إلى استعادته.
أما البحث غير المحدد فهو البحث عن أي نوع من الأشياء أو أي شيء له قيمة في مفهوم الغوص. وعادة لا يؤدي اكتشاف أي شيء متصل بعملية البحث هذه إلى إنهاء عملية البحث حتى تتم تغطية منطقة البحث بأكملها، أو ينتهي البحث قبل ذلك لأسباب أخرى (العرض الجوي أو عدم وجود حدود للضغط، وغير ذلك).

## الاستعادة

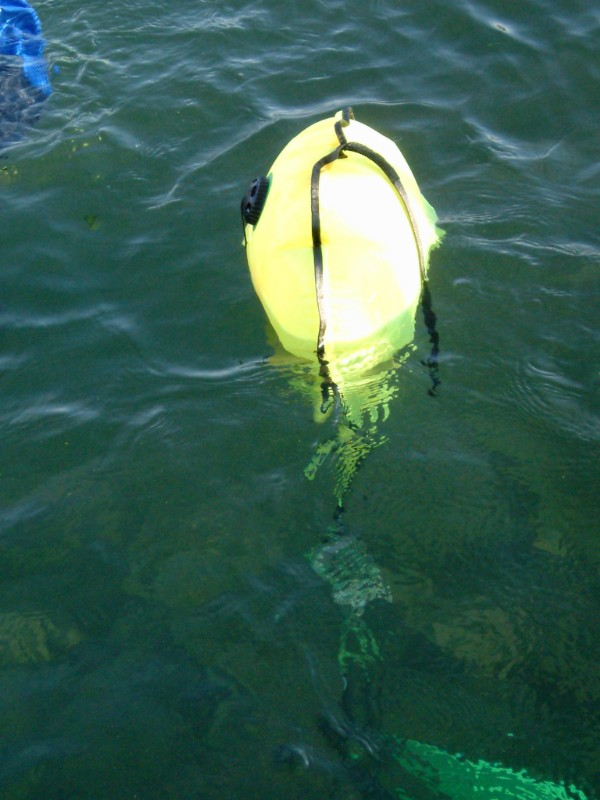
حقيبة رفع 20 لترًا / 0.8 قدم مكعب

تعتمد تقنيات الاستعادة على نوع الشيء وحجمه.
إن الأشياء الصغيرة، مثل العملة المعدنية أو الكاميرا، يمكن للغواص رفعها بسهولة معه. تختلف هيئات التدريب في الوزن الذي تحدده بأنه الحد الأقصى الذي يمكن حمله بأمان دون مساعدة، ولكن عادة ما يتم تحديد الحد الأقصى بحوالي 15 رطل (7 كـغ). وأي شيء أثقل يمثل تغيرًا ماديًا في السيطرة على طفو الغواص، وقد يعرض الغواص للخطر من الصعود غير المُتحكم فيه إذا فقد الغواص الشيء الذي يحمله أثناء الصعود.
عادة ما تتم استعادة الأشياء متوسطة الحجم باستخدام حقيبة رفع، ويتم تدريب الطلاب على تقنيات حقيبة الرفع. ويُعد الخطر الأكثر شيوعًا هو التشابك مع الخطوط أثناء ملء حقيبة الرفع من مصدر الهواء البديل. وهذا الخطر عندما يقترن مع إمكانية الصعود السريع بعد تحرير الشيء من المكان الذي انحشر فيه بسبب استقراره في قاع البحر، يمكن أن يهدد بشدة سلامة فريق الاستعادة إذا تم هذا الأمر بشكل غير صحيح. ويمكن تصنيف حقائب الرفع إلى عدة أطنان، ولكن لا يكون حمل هذه الحقائب في مقدرة معظم الغواصين الترفيهيين.
عادة ما تتطلب الأشياء الأكبر من ذلك معدات رفع تجارية متخصصة، إما ونش على قارب أو منصة، أو معدات متخصصة لرفع السفن الغارقة.

## الحواشي
1. ↑  For example, PADI regards search and recovery as one of only three speciality which require the student to already be certified as an Advanced Open Water Diver before commencing (the other two being ice diving and cave diving, both of which are considered highly hazardous). نسخة محفوظة 20 أغسطس 2008 على موقع واي باك مشين.
2. ↑  For example, it was a mandatory part of the PADI Advanced Open Water Diver course until 1989